# Nördsttjärnen
Nördsttjärnen är en sjö i Mora kommun i Dalarna och ingår i Dalälvens huvudavrinningsområde.